# Resolutie 263 Veiligheidsraad Verenigde Naties
Resolutie 263 van de Veiligheidsraad van de Verenigde Naties was de eerste VN-Veiligheidsraadsresolutie die werd aangenomen in 1969. Dat gebeurde op de 1463e vergadering van de Raad op 24 januari. De resolutie nam het Russisch en het Spaans op als werktalen van de Veiligheidsraad.

## Inhoud
De Veiligheidsraad had de aanmerkingen van de permanente vertegenwoordigers van de Sovjet-Unie en Spanje in overweging genomen. Er werd rekening gehouden met resolutie 2479 (XXIII) van 21 december 1968 van de Algemene Vergadering. Daarin werd vermeld dat het gebruik van meerdere talen door de Verenigde Naties een verrijking kan betekenen en een middel kon zijn om de doelstellingen van het handvest van de Verenigde Naties te bereiken en dat de Algemene Vergadering het wenselijk vindt om Russisch en Spaans toe te voegen tot de werktalen van de Veiligheidsraad.
De Veiligheidsraad besloot Russisch en Spaans op te nemen als werktalen, en hiervoor regels 41, 42, 43 en 44 van de procedure van de Veiligheidsraad aan te passen, zoals uitgewerkt in de Annex;

### Annex
Regel 41Chinees, Engels, Frans, Russisch en Spaans zullen officiële talen zijn van de Veiligheidsraad, en Engels, Frans, Russisch en Spaans werktalen.
Regel 42Toespraken in een werktaal worden vertaald in andere werktalen.
Regel 43Toespraken in een officiële taal worden vertaald in werktalen.
Regel 44Een vertegenwoordiger die een toespraak houdt in een andere taal, moet zelf in een vertaling naar een werktaal voorzien. Interpretatie naar andere werktalen mag gebaseerd worden op de interpretatie naar de eerste werktaal.

## Verwante resoluties
- Resolutie 345 Veiligheidsraad Verenigde Naties
- Resolutie 528 Veiligheidsraad Verenigde Naties

Lijst ·  263 ·  264 ·  265 ·  266 ·  267 ·  268 ·  269 ·  270 ·  271 ·  272 ·  273 ·  274 ·  275